# Асакуса (Токіо)
35°42′54″ пн. ш. 139°47′47″ сх. д. / 35.714922222222° пн. ш. 139.79651666667° сх. д.
Асакуса (яп. 浅草) - район у Тайто, Токіо, Японія. Він відомий монастирем Сенсо, буддистським храмом, присвяченому бодхисаттві Каннон. В Асакусі є ще декілька храмів, зокрема святилище Асакуса, а також проводяться різноманітні фестивалі (мацурі), найвідомішим є Санджа мацурі (三社祭, досл. "фестиваль трьох святинь").

## Історія

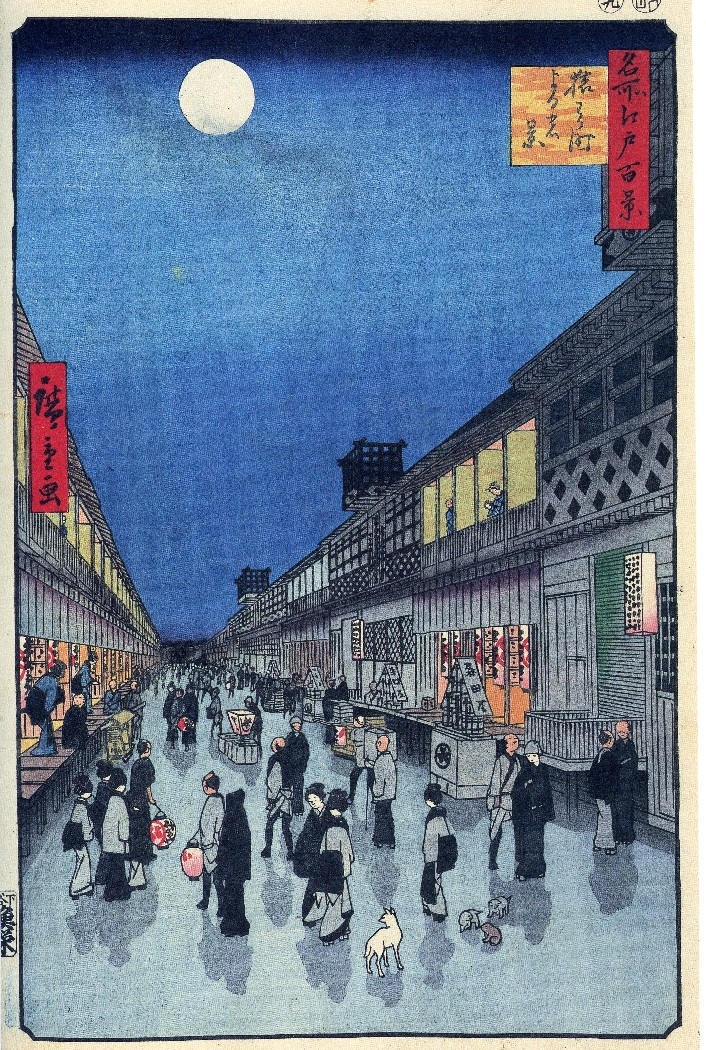
Асакуса rokku-chome колись був найбільшим театральним районом Едо.

Розвиток Асакуси як розважального району в період Едо частково відбувся завдяки сусідньому району Курамае. Курамае був районом складів для зберігання рису, який потім використовувався як плата за працю слуг феодального уряду. Власники цих сховищ (фудасасі) спочатку зберігали рис за невелику плату, але з роками почали обмінювати рис на гроші або продавати його місцевим крамарям з націнкою. Завдяки такій торгівлі багато фудасасі отримали значний дохід, і в результаті в сусідній Асакусі почали з'являтися театри та будинки гейш (окія).
Більшу частину ХХ століття Асакуса залишався головним розважальним районом Токіо. Рокку, або "Шостий район", був особливо відомий як театральний район, де знаходилися такі відомі кінотеатри, як "Денкікан". Золоті роки Асакуси яскраво зображені в романі Ясунарі Кавабати «Банда Асакуса Багряного ордена» (1930). Район сильно постраждав від американських бомбардувань під час Другої світової війни, особливо від бомбардуванням Токіо 10 березня 1945 рок . Район був відбудований після війни, але тепер його перевершили Шіндзюку та інші колоритні райони міста в ролі району розваг та місця для прогулянок.
Асакуса був районом міста Токіо. У 1947 році, коли місто перетворилося на мегаполіс, його об'єднали з районом Сітая, утворивши сучасний район Тайто. Колишній район охоплював 19 районів у східній частині Тайто.

## Географія
Асакуса знаходиться на північно-східній околиці центрального Токіо, на східному кінці лінії метро Гіндза, приблизно за одну милю на схід від головної залізничної/метрополітенівської розв'язки Уено. Це центральна частина району, який в розмовній мові називають Сітамачі, що буквально означає "низьке місто", маючи на увазі низьке розташування цієї старої частини Токіо на березі річки Суміда. Як випливає з назви, цей район має більш традиційну японську атмосферу, ніж деякі інші райони Токіо.

## Фестивалі
Протягом року в Асакусі відбувається багато фестивалів. Найвідоміший з них - Санджа мацурі проходить у травні . Під час цього фестивалю вулицями міста тягнуть мікоші (переносні святині) та поплавки, супроводжуючи їх гучними вигуками, і протягом 3 днів фестивалю 1,5 мільйона людей беруть у ньому участь .